# دونكاستر (كيبك)
دونكاستر (بالإنجليزية: Doncaster, Quebec)‏ هي منطقة سكنية تقع في كندا في Laurentides. يقدر عدد سكانها بـ 4 نسمة ومساحتها 78.00 كم2 .